# Jacob Metius
Jacobus (Jacob) Metius (Alkmaar, na 1572 – Alkmaar, 1628) was een Nederlands instrumentenmaker, glasblazer en opticien.
Metius was een zoon van Adriaen Anthonisz en broer van de wis- en sterrenkundige Adriaan Adriaanszoon Metius. In de vroege zeventiende eeuw beweerde Jacob de telescoop te hebben uitgevonden en in 1608 vroeg hij hierop bij de Staten-Generaal patent aan. Enkele weken eerder was de Middelburgse opticien Hans Lipperhey hem daarmee echter voor.
Metius liet de Staten-Generaal weten bekend te zijn met de kunst van het glasblazen en beweerde een nog veel betere telescoop te kunnen fabriceren. Toen de Staten zijn patentverzoek afwezen, trok hij zich terug en liet zijn telescoop aan niemand meer zien. Bij zijn dood liet hij zijn instrumenten vernietigen om te voorkomen dat iemand zijn eer zou opeisen.